# Мисливець на дівчат
«Мисливець на дівчат» (англ. The Pick-up Artist) — американська комедійна мелодрама 1987 року режисера Джеймса Тобека за його ж сценарієм.

## Короткий сюжет
Джек Джеріко, вчитель початкових класів за професією і бабій, досконалий звабник за натурою, знайомиться з Ренді Дженсен, гідом музею, що для нього спочатку не більше, ніж чергова інтрижка, але байдужість, з якою Ренді розлучається з ним, дошкуля́є йому та змушує виявити до неї більше уваги. Ренді не має бажання встановлювати романтичні стосунки з ким небудь, бо її батько — алкоголік і гравець в азартні ігри, який заборгував мафії велику суму, і вона намагається врятувати його від розправи. Джек закохується в Ренді і намагається їй допомогти.

## Ролі виконували
- Моллі Рінгволд — Ренді Дженсен
- Роберт Дауні (молодший) — Джек Джеріко
- Денні Аєлло — Філ Гарпер
- Денніс Гоппер — Флеш Дженсен
- Гарві Кейтель — Алонсо Сколара
- Мілдред Даннок — Неллі
- Лоррейн Бракко — Карла

## Критика
Фільм отримав змішані відгуки: Rotten Tomatoes дав оцінку 59 % на основі 22 відгуків від критиків і 37 % від більш ніж 5 000 глядачів.